# 앨라배마주
앨라배마주(영어: State of Alabama)는 미국 남부의 주이다. 미국 남부 최대의 공업 중심 주이다. 북쪽으로 테네시주, 동쪽으로 조지아주, 남쪽으로 플로리다주, 서쪽으로 미시시피주와 접한다. 남쪽 끝 일부는 멕시코만과 해안선을 접한다. 주도는 몽고메리이며 최대 도시는 버밍햄이다.

## 지리
앨라배마주는 총면적 135,765 km2로 미국에서 30번째로 큰 주이다. 이 주의 별명은 '하트 오브 딕시'인데 이것은 이 주가 남부 한가운데에 위치했다는 의미이다. 북동쪽은 애팔래치아 산맥이 위치해 있고 일부 지역은 멕시코만에 접해 있다. 멕시코만에 유입되는 앨라배마 강이 주요 하천이다. 서쪽은 미시시피주, 북쪽은 테네시주, 동쪽은 조지아주에 접해 있으며 남쪽은 대부분 플로리다주에 접해 있다.

### 기후
이 주의 기후는 온대 습윤 기후로 더운 여름, 온화한 겨울과 연중 잦은 비가 특징이다. 여름에는 열대저기압의 영향으로 허리케인의 피해를 입는다. 이 주의 남쪽은 연중 번개 치는 횟수가 70~80회로 미국 내에서 가장 번개가 많이 치는 지역이다. 연중 평균 기온은 18 °C이고 연평균 강수량은 1,400mm이다..

## 역사

### 유럽인의 탐험 전의 세월
절벽에 주거하는 인디언들이 최소의 8,000년 전에 앨라배마 지방에 살았다. 잭슨 카운티 북동부에 있는 러셀 케이브에 있는 굴들은 그들의 생활의 상새한 설명을 들어냈다. 후에 체로키 족, 촉토 족과 칙소 족 인디언들이 그 지방에 살았다. 백인들은 그들의 많은 유럽인의 의상들을 도입한 이유로 그들을 문명화한 종족들이라고 불렀다.

### 유럽인의 탐험과 정착

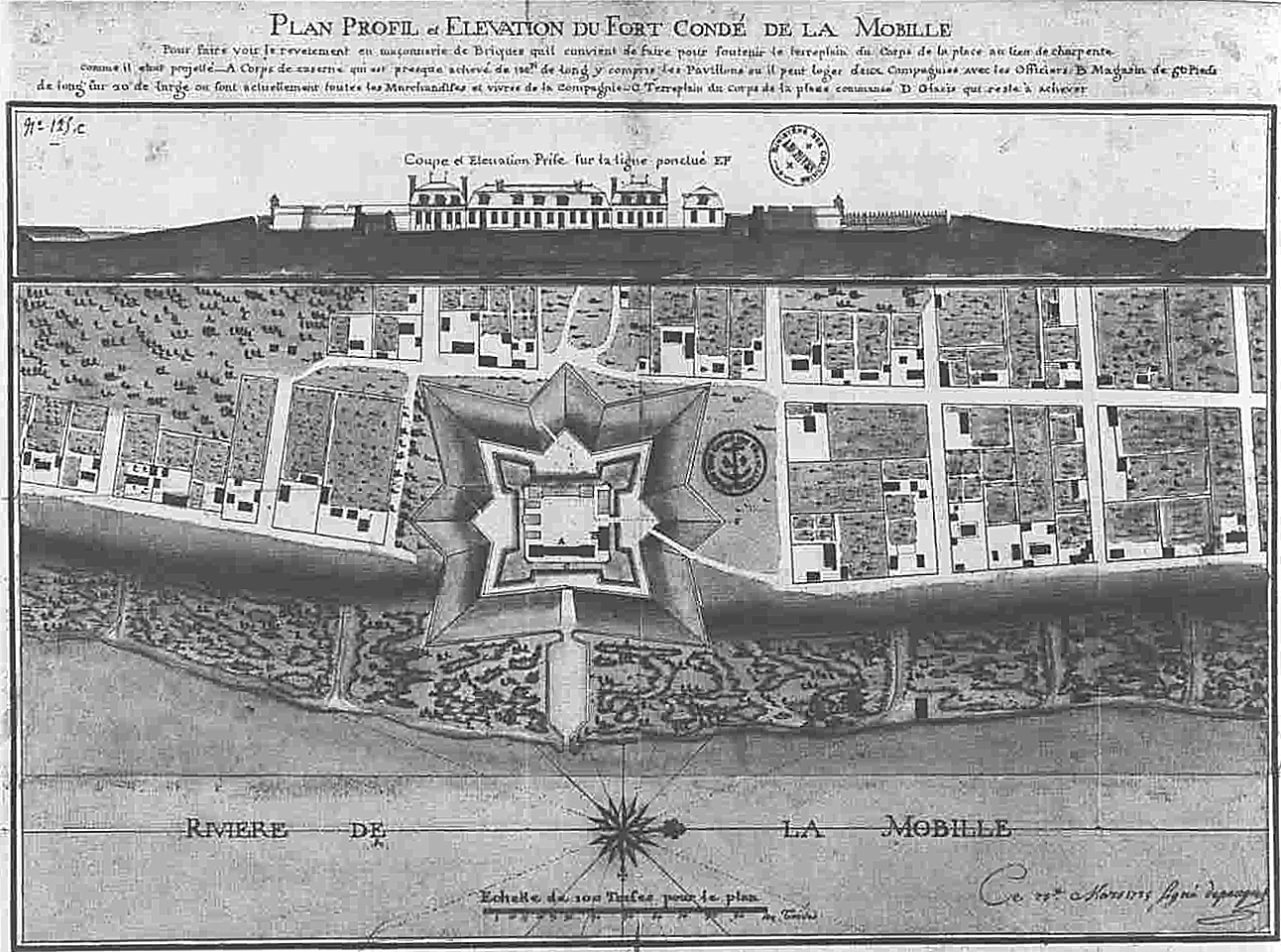
앨라배마의 첫 영구적 정착지가 된 포트루이스 (현재의 모빌)

스페인의 탐험가 알론소 알바레스 데 피녜다는 1519년 모빌로 항해하여 들어왔다. 1528년 판필로 데 나르바에스가 이끄는 원정대는 앨라배마의 해안 물길을 지나갔다. 북아메리카를 건너가는 데 첫 유럽인 알바르 누녜스 카베사 데 바카는 이 원정대의 일원이었다. 또다른 스페인인 에르난도 데 소토는 1540년 북동부로부터 앨라배마 지방으로 원정을 이끌었다. 그는 내부를 탐험하는 데 첫 유럽인이 되었다. 데소토와 인디언들은 앨라배마의 남서부에서 싸웠고, 데소토의 군대는 터스컬루사 추장과 그의 전사들을 물리쳤다. 1559년 멕시코에서 온 스페인의 모험가 트리스탄 데 루나는 앨라배마 지방에서 금을 탐색하였다. 그는 모빌 만과 오늘날 클레어번에 속하는 대지에 작은 정착지들을 결성하였다. 1561년 그는 자신의 지배력에서 물러나 멕시코로 돌아가야 했다. 앨라배마 지방에서 백인 정착자들의 첫 영구적 단체는 프랑스인들이었다. 1699년 2명의 프랑스계 캐나다인 형제인 피에르 르 무안 디베르빌과 장 바티스트 르 무안 드 비앵빌이 모빌 만에서 도핀 섬으로 항해하였다. 그들은 1702년 모빌 강을 따라서 포트루이스를 창립하였다. 포트루이스는 루이지애나로 알려진 프랑스 식민지의 수도가 되었다. 1711년 강의 홍수가 프랑스인들을 오늘날 모빌의 대지를 향하여 남부로 27 마일(43 킬로미터)이나 이동하도록 강요하였다. 포트루이스라고도 불린 이 정착지는 앨라배마의 첫 영구적 백인 정착지가 되었다. 1720년에는 포트콘데로 다시 이름을 지었다. 정착지는 1722년 뉴올리언스가 수도가 될 때까지 프랑스령 루이지애나의 수도로 지냈다. 1763년 프랑스인들은 파리 조약에서 자신들의 루이지애나 식민지의 대부분을 영국에게 주었다. 이 조약은 프렌치 인디언 전쟁을 끝냈다. 모빌 지역은 영국 통치 아래에 웨스트플로리다의 일부가 되었다. 북부 앨라배마는 현재 미국 중부에 있는 지방 일리노이 컨트리를 포함하였다. 1779년 스페인은 영국에 전쟁을 포고하였다. 1780년 베르나르도 데 갈베스가 영국군들로부터 모빌을 포획하였다. 1783년에 조인된 파리 조약에서 영국은 모빌 지방을 스페인에게 주었다.

### 준주 시대
1795년 미국의 외교관 토머스 핑크니는 산로렌조 조약을 협상하였다. 핑크니 조약으로도 불린 이 조약은 북위도의 31선을 따라 미국의 남부 국경 지대를 고쳤다. 모빌을 제외한 오늘날의 앨라배마의 모든 부분은 미국의 일부가 되었다. 1798년 미국 의회는 모빌 지역을 제외한 앨라배마 지방의 남부를 미시시피 준주로 결성하였다. 1804년 의회는 준주를 테네시의 경계를 향하여 북부로 준주를 넓혔다. 1812년 미영 전쟁이 일어나기 전에 미군은 스페인인들로부터 모빌을 포착하였다. 그러나 거기에 있는 요새로부터 스페인 수비대들을 몰아내는 데 1813년 4월 15일까지 걸렸다. 또한 그해에는 레드스틱스라 불리는 크리크 족 인디언 단체가 미국인 정착자들에 대항하여 전쟁을 하고 텐소 근처에 있는 포트밈스에서 수백명의 개척자들과 노예들을 살해하였다. 1814년 3월 앤드루 잭슨 장군 아래의 미군은 탤러푸사 강에서 열린 호스슈벤드 전투에서 레드스틱스를 물리쳤다. 윌리엄 웨더포드로도 알려진 레드 이글과 다른 레드스틱스 전사들은 이듬 주에 항복하였다. 후에 포트잭슨 조약은 친근감 있는 크리크 족들을 자신들의 앨라배마 대지들을 포기하는 요구를 하였다. 1817년 의회는 앨라배마 준주를 결성하였다. 톰빅비 강에 놓인 세인트스티븐스가 수도가 되었다.

### 초기 주 지위
1819년 헌츠빌에서 헌법적 회의가 열려 준주의 첫 헌법을 작성하였다. 그해 12월 14일 앨라배마는 22번째 주로서 합중국에 가입하였다. 헌츠빌은 1년 이상이나 앨라배마의 주도로 지냈다. 앨라배마 준주의 총독을 지낸 윌리엄 와이어트 빕이 새 주의 초대 주지사가 되었다. 캐하바가 1820년 주도가 되었다. 1825년 앨라배마 강으로부터 홍수가 캐하바에 거대한 손해를 일으켰다. 홍수의 이유로 주도는 1826년 터스컬루사로 옮겼다. 1838년 연방군은 앨래배마 주의 남아있는 주의 북동부의 인디언의 영토로 행렬하여 들어갔다. 그들은 모든 인디언들을 서부로 이동하는 데 요청하였다. 1840년으로 봐서 몇몇의 흩어진 종족들을 제외한 모든 인디언들은 미시시피강을 넘어서 서부로 이동하였다. 1840년대와 1850년대에 앨라배마주는 재정적 위기들을 겪었다. 1820년대에 창립된 주립 은행은 부족하게 경영되었다. 은행은 너무 많은 돈을 발행하고 결과로서 돈은 가치에서 감소하였다. 은행은 또한 정치적 이유들을 위하여 돈의 큰 양을 기부하였다. 1837년 재정적 공황이 미국을 휩쓸었다. 앨라배마주립 은행은 예금자들에게 빚을 질 돈을 갚을 수 없었다. 이 이유로 벤저민 피츠패트릭 주지사는 1840년대에 은행을 폐문하였다. 많은 앨라배마 주민들이 자신들의 저축을 잃었다. 주는 수확물을 망친 가뭄과 황열병의 전염을 겪기도 하였다. 1840년대와 1850년대에 많은 북부인들은 연방 정부가 국가의 서부 준주들에서 노예 제도를 금지하기를 원하였다. 다른 이들은 서부인들이 논쟁에 투표할 수 있기를 원하였다. 1848년 앨라배마주에서 열린 민주당 주 의회가 현저한 정치인 윌리엄 L. 얀시에 의하여 후원된 "앨라배마 토론회"를 채택하였다. 이 토론회는 연방 정부가 준주들에서 노예 제도를 보호하는 요구를 하였다. 얀시는 후에 민주당의 1860년 대통령 회의에서 남부 사절단들이 나가버리는 지도를 하였다. 이 일은 민주당을 분열하고 공화당 소속의 에이브러햄 링컨을 대통령으로서 확신시켰다.

### 남북 전쟁과 재건

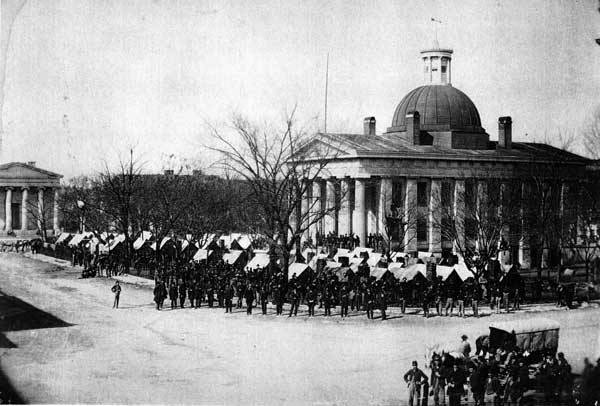
남북 전쟁 중 헌츠빌의 법원 광장을 점령한 북군 (1864년)

노예 제도는 북부와 남부 사이의 불일치를 일으킨 원인 만이 아니었다. 농업적 남부와 산업적 북부 사이의 경제적 경쟁들과 주들의 권리들에 관한 논쟁들도 또한 분쟁들을 일으켰다. 1861년 1월 11일 앨라배마주는 합중국으로부터 탈퇴하였다. 앨라배마주 탈퇴 회의는 그러고나서 다른 탈퇴한 주들을 몽고메리로 사절단들을 보내는 데 초청하였다. 2월 8일 회의는 몽고메리를 수도로 아메리카맹방을 설립하였다. 그해 5월에 아메리카맹방의 수도는 버지니아주 리치먼드로 옮겼다. 1863년 남북 전쟁이 일어나는 동안에 너대니얼 베드퍼드 포러스트 장군 아래의 남군은 시더블러프 근처에서 북군의 더 큰 수를 사로잡았다. 하지만 남북 전쟁의 앨라배마주에서 가장 중요한 전투는 1864년 8월 5일 모빌 만의 해전이었다. 이 해전은 데이비드 패러거트 해군 소장 아래의 북군 해군에 의하여 이겼다. 그 해에는 북군의 장군 로벨 H. 루소가 앨라배마주 동부를 급습하다. 1865년 제임스 H. 윌슨 장군의 북군은 주를 가로질러 철공품들을 난파하고, 앨라배마 대학교의 건물을 불태우고, 셀마의 군수품 산업을 파괴시켰다. 남북 전쟁 이후에 앨라배마주에서 빈곤과 불안정이 생활에 표시를 냈다. 앨라배마주의 모든 노예들은 해방되었으나 가난했고, 많은 백인 농부들이 매우 가난해졌다. 전적으로 부유하던 경작자들이 재정적으로 파산하고 자신들의 지도력을 잃었다. 1868년 6월 25일 앨라배마주는 합중국으로 재편입되었다. 그 때부터 1874년까지 남부 제주의 재통합기는 뜨내기 정치가로 알려진 북부인, 공화당에 가입한 남부인과 전 노예들에게 권력을 주었다. 사기, 부패와 낭비가 주를 빚더미로 깊게 놓았다. 하지만, 정부는 가장 필요하던 공공 학교를 마련하였고, 흑인들에게 시민으로서 완전한 권리들을 주는 데 단계들을 끌었다. 보수적 민주당원들이 1874년 주 정부를 다시 차지하였다. 1875년 그들은 전 맹방이들에게 돌려줄 권력을 보증한 새 헌법을 채택하였다. 1901년 흑인과 가난한 백인들에게 투표권을 부인하고 접률에 의하여 인종적 분리를 설립하는 헌법을 다시 썼다.

### 주의 번영

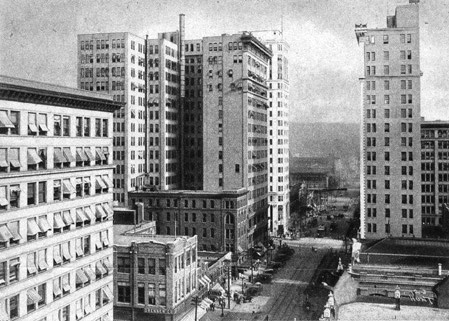
버밍햄의 스카이라인 건설 (1915년)

앨라배마주의 철도와 철강업은 1870년대와 1880년대에 극적으로 확장되었다. 앨라배마주 북부의 애팔래치아산맥은 철강과 제철을 만드는 데 쓰이는 철광석, 석회암과 석탄의 큰 매장량을 가졌다. 1880년 버밍햄은 앨라배마주의 첫 폭발의 아궁이 앨리스 넘버원의 본거지가 되었다. 1900년으로 봐서 철강업의 이유로 버밍햄은 "남부의 피츠버그"로 알려졌다. 철강과 제철 공장들은 또한 애니스턴, 베시머, 데커추어, 개즈던과 탤러더가에 지어지기도 하였다. 많은 도시들은 섬유 산업의 번창으로부터 이득을 얻기도 하였다. 추가로 앨라배마주 남부의 소나무들은 재목 산업의 번창을 위한 원료를 마련하였다. 하지만 1900년대 초반에 수확물의 실패와 노동력의 부족이 앨라배마주의 번영에 위협을 가하였다. 특히 면화에 기생하는 병해충 가운데 하나인 면화씨바구미가 주의 면화 수확물을 황폐시키고, 많은 흑인들이 북부에서 더 나은 직업들을 위하여 앨라배마주를 떠나기 시작하였다.

### 제1차 세계 대전과 대공황
1917년 미국이 제1차 세계 대전에 참전한 후, 앨라배마주의 산업과 상업이 자라났다. 조선업은 모빌에서 중요한 산업이 되었고, 철강업은 버밍햄에서 증가하였다. 농부들은 전쟁 노력의 요구들을 만나는 데 면과 식품의 생산을 늘였다. 1920년대 중반에 앨라배마주립 조선국은 모빌에 새로운 항구 시설들을 지었다. 앨라배마주의 외국 무역은 결과로서 거대하게 증가하였다. 그 시기의 주의 정치들은 흑인과 다른 소수 민족들의 향상을 반대한 쿠 클럭스 클랜에 의하여 반사되었다. 백인 정치인들은 선거 기회들을 향상시키려고 가끔 클랜에 가입하였다. 1920년대의 번영에 이어 경제적 쇠퇴가 생겨났다. 1929년 앨라배마-톰빅비 강의 홍수가 앨라배마주 남부에 있는 큰 지역들에 생겨 6백만 달러의 재산 피해를 가져왔다. 그해에는 앨라배마 주민들을 위한 어려움을 가져온 대공황의 시작을 나타냈다. 1929년과 1931년 사이에 60개 이상의 앨라배마주의 은행들이 실패하여 1천 6백만 달러 이상의 손해를 보았다. 1930년대 초반에 앨라배마주는 주를 파산으로부터 구하는 도움을 주는 데 주의 소득세와 예산 통제법을 통과시켰다. 1933년 연방 정부의 뉴딜 정책이 테네시강 유역 개발 공사(TVA)를 창조하였다. 테네시강 유역 개발 공사는 테네시강에 홍수 조절과 전기 프로젝트를 건설하는 데 책임이 있었다. 개인적 상사인 앨라배마주 전력 회사는 1930년대에 댐과 수력발전소들을 지었다. 이 발전소들은 앨라배마주의 공장들을 위한 비용이 들지 않는 전기를 마련하였고, 주의 산업적 번창을 부양하였다.

### 제2차 세계 대전 이후의 상황

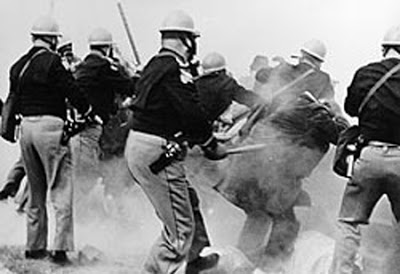
셀마 몽고메리 행진에서 행렬자들을 공격하는 주립 경찰대 (1965년)

1941년 12월 8일 미국은 제2차 세계 대전에 참전하였다. 전쟁의 이유로 연방 정부는 앨라배마주에 존재하는 군사 기지들을 확장시키고, 헌츠빌에 있는 레드스톤 군수 공장을 포함한 새로운 건물들을 지었다. 연방금이 주의 조선업과 철강업에 쏟아져 들어왔다. 수천명의 앨라배마 주민들이 군사에 복무하였다.
제2차 세계 대전은 앨라배마주에서 화학, 미네랄과 고무 제품들을 포함한 새로운 산업을 설립하는 데 도움을 주었고, 주의 섬유 산업을 확장시켰다. 새로운 기회들은 많은 흑인과 여성 근로자들을 위하여 나타났다. 하지만 이들 중의 아무도 전쟁에 이어의 세월에 그 진보를 유지할 수 없었다.
1950년대에 앨라배마주의 산업적 번창은 느려지고, 많은 앨라배마 주민들이 북부와 서부에 직업을 찾으러 주를 떠났다. 앨라배마주에서 철강 생산이 날카롭게 떨어졌다. 1960년대 초반으로 봐서 앨라배마주의 철광석 광산의 대부분이 폐문하였다. 앨라배마주의 북부에서는 우주와 국방 산업들이 경제적 상승을 마련하였다. 미국 항공우주국은 1960년 레드스톤 군수 공장에 조지 C. 마샬 우주 센터를 설립하였다. 그 우주 센터는 1969년 우주 비행사들을 실은 새턴 5 로케트의 대부분을 지었다.
앨라배마주의 농업은 1900년대 중반에 변화하기도 하였다. 농부들은 면화에 적게, 가금류, 소, 돼지, 땅콩과 콩에 더욱 의지하였다. 농부들은 또한 수동에 적게, 기계류에 더욱 의지하기도 하였다. 생활 수단을 잃은 농부들은 직업들을 위하여 도시들로 이주하여 앨라배마주를 시골적에서 도시적 주로 변화시켰다.
사회적 변화들은 경제적 변화들을 동행하였다. 1950년대와 1960년대에 아프리카계 미국인들이 교육, 공공적 숙박 설비, 투표권과 경제적 기회들에서 백인과의 동등권을 추구하였다. 1955년과 1956년 몽고메리 향상 협회와 그 대표자 마틴 루서 킹 주니어는 몽고메리의 버스 안타기 운동을 지도하였다. 다수의 흑인들은 도시가 자신들을 뒷좌석에 않게 한 요청을 포기할 때까지 버스들에 타는 것을 거부하였다. 1956년 연방 법원은 버스들에서 인종 차별 대우를 폐지하는 데 몽고메리에 명령을 내렸다.
1954년 미국 대법원은 공공 학교들에서 의무적 인종적 분리가 비헌법적이라고 다스렸다. 1963년 6월 11일 앨라배마주지사 조지 월리스는 앨라배마 대학교에서 2명의 흑인 학생 비비언 멀론과 제임스 후드의 입학을 상징적으로 막는 데 포스터 강당의 문길에 서있었다. 존 F. 케네디 대통령은 법률을 집행하는 데 방위군을 보냈으며, 학생들은 입학되었다. 그해 9월 월리스는 몇몇의 도시들에서 공공 학교의 인종 차별 대우 폐지를 막으려고 하였다. 다시 케네디 대통령은 방위군을 불렀다.
1963년 킹과 동료 인권 운동가 프레드 셔틀즈워스는 버밍햄에서 공공 시설과 비지니스들에서 인종 차별 대우를 폐지하는 데모를 이끌었다. 경찰국장 유진 코너("황소"로 알려짐)는 데모인들이 경찰견과 소방 호스들로 공격을 당하는 명령을 내렸다. 이 사건들이 국가적으로 텔레비전에 보인 후에 데모인들은 공공적 인정의 쏠리는 점이 되었다. 1965년 3월 킹은 투표인의 등록에서 차별에 대항하는 5일 간의 셀마 몽고메리 행진을 이끌었다. 그해 8월 의회는 수천명의 앨라배마주 흑인들이 투표를 하게 만든 투표권법을 통과시켰다.
린든 B. 존슨 대통령의 아프리카계 미국인 권리들의 성원은 전통적으로 대통령의 민주당을 후원한 앨라배마주 백인 투표인들로부터 반응을 야기하였다. 이 투표인들은 조지 월리스의 대통령 선거 운동을 지지하러 왔으며 국립 민주당으로부터 갈라짐을 자라나게 하였다. 공화당이 결국 앨라배마주의 정치에서 지배적인 정당이 되는 데 이 분할로부터 이득을 얻었다.

### 1900년대 후반
다른 주들처럼 1980년대와 1990년대 초반에 재정적 문제들을 향하였다. 주 정부는 주가 성원하는 요양원과 공공 교육 같은 서비스들에 충분한 기금을 마련하는 길들을 추구하였다. 1980년 주의 입법부는 정부 서비스들을 위한 기금들을 늘이려고 담배와 알콜에 세금들을 늘였다.
석유와 천연가스의 가격 상승은 석탄의 사용을 늘였다. 이 활동은 더욱 나가서의 주의 석탄 매장량들을 자극하였다. 주에서 산업은 지속적으로 자라나고 인구는 착실하게 치솟았다.
아프리카계 미국인들은 지방과 주의 정치들에서 증가하는 중요한 역할을 하려고 왔다. 동시에 공화당이 주에서 권력을 지속적으로 얻었다. 1986년 가이 헌트는 남부 제주의 재통합기 기간 이래에 첫 공화당 주지사가 되었다. 하지만, 자신이 중죄 윤리의 폭력들로 유죄 판결을 받은 일에 이어 1993년 사무실로부터 물러났다. 1998년 헌트는 주의 가석방원에 의하여 사면되었다.

### 21세기
앨라배마주는 재정적 문제들과 2000년대를 시작하였으나 곧 회복되었다. 2003년 주 경찰관, 공공 보건 소득과 교도소들을 위하여 돈을 마련한 주 정부의 정통 기금은 6억 7천 5백만 달러의 부족을 가졌다. 투표인들이 늘어나는 세금들에 측량을 꺾은 후, 공화당 주지사 밥 라일리는 15 퍼센트로 줄어든 많은 주의 대리들을 위한 예산들을 명령하였다.
2004년 허리케인 아이번이 앨라배마주의 인기있는 걸프 쇼어즈 리조트 지역을 치면서 많은 휴양 주택들과 호텔들에 손해를 끼치고, 지역의 모래 해변들의 부문을 쓸어버렸다. 2006년으로 봐서 앨라배마주의 해변들은 수리되었다.
앨라배마주의 경제적 조망은 2006년으로 봐서 향상되었다. 건설과 자동차 공장들에서 직업들이 늘어나는 이유로 그해 말기에 실업률은 주의 역사상 가장 낮았다. 주의 소득은 예산상의 필요함을 넘고 입법부는 세금을 줄였다. 처음으로 투표인들은 민주당 소속의 여성 수 벨 코브를 앨라배마주 대법원의 최고 판사로 선출하였다. 또한 그해에 전 주지사 도널드 시걸만이 연방 부패 고발로 유죄 판결을 받고 징역 88개월을 선고받았다. 그는 자신의 징역의 일부를 보냈으나 2008년에 석방되었다.

## 경제
앨라배마주는 미국 제1의 목화 생산지이다. 과거에는 이 지역의 가운데를 지나는 블랙벨트라고 불리는 비옥한 대지에서 아프리카계 미국인(흑인)의 노동력을 기반으로한 목화 및 면제품을 많이 생산하였다. 그리하여 이 주의 별명중 하나는 '코튼 스테이트'(목화 주)이다. 목화 산업 이외에도 임업과 가금업 등이 발달하였다.

### 세제
앨라배마주는 역진세(regressive tax)를 적용하는 몇 안 되는 주 중의 하나이며 그 세율의 정도가 가장 큰 주이다.
판매세는 4%이고 법인소득세는 미국 내 두 번째로 낮으며 재산세는 미국 최저인 반면 저소득층에 적용되는 세금은 매우 높다. 이는 저소득층의 빈곤선(최저 생활 유지에 필요한 소득)의 4분의 1에 해당하는 높은 수준이다. 이 세제로 인해 이 주의 경제는 소비세에 의존한다.
이 주는 2007년에는 12억 달러, 2008년에는 21억 달러의 예산 흑자를 내는 미국의 몇 안 되는 주 중의 하나이다.

### 자동차 산업
이 주는 신흥 공업지역으로 일컬어지는 선벨트 지역의 일부로, 중공업이 특히 발달하였다. 최근 자동차 산업이 급격하게 발전하고 있는데, 주도인 몽고메리에 현대자동차의 미국 현지공장이 있고, , 미국 조지아주와의 경계에 기아자동차 공장도 있으며 독일의 메르세데스-벤츠 와 일본의 혼다·토요타 공장이 있다. 이를 위한 많은 대한민국의 자동차 부품업체, 협력업체나 독일과 스웨덴, 일본을 포함한 여러 유럽 회사들이 곳곳에 공장을 지어 공업이 크게 발전 중이기도 하다. 앨라배마주는 2009년 이후에 세계 최대의 자동차 산업 중심 도시인 미국 미시간주 디트로이트의 자동차 생산량을 앞서게 된다고 하며 2007년에는 미국 내 4위였던 자동차 생산량이 현재 2위로 랭크되었다.
이 주에 현지공장이 있는 자동차 대기업의 목록은 다음과 같다.
- 현대자동차 - 몽고메리
- 토요타 - 헌츠빌
- 혼다 - 링컨
- 벤츠 - 터스컬루사
- NABI(버스 제조업체) - 애니스턴

### 우주항공업
헌츠빌은 미국에서 우주 항공업이 가장 발달한 도시 중 하나이다. 이 주는 미국 오하이오주, 캘리포니아주, 텍사스주, 플로리다주와 함께 NASA의 거점 지역이다. NASA가 창출한 경제적 가치는 이 주에서 상대적으로 크다.

### 한국 기업의 진출

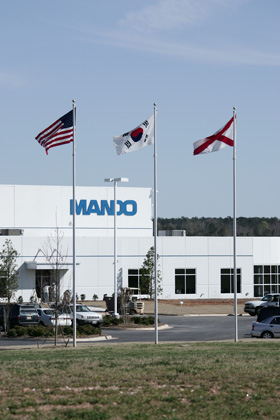
오펠라이카에 위치한 한국 기업

현대자동차가 몽고메리에 진출해있고 이 공장과 조지아주의 기아자동차 공장 사이에 수많은 협력업체들이 어번 시와 오펠라이카 시에 위치하고 있다. 포스코가 버밍햄에 미국내 첫 강판가공센터를 2009년에 완공하였다. 현대중공업이 몽고메리에 변압기 공장을 착공함에 따라 한국 기업으로서 최초로 미국에 변압기 공장을 완공할 예정이다. 그외에도 LG 전자가 헌츠빌에 생산거점을 두고 있다.

## 도시
주요 도시로는 주도인 몽고메리, 최대 도시인 버밍햄, 최대 항구도시인 모빌, 미국 항공우주국(NASA)의 중심도시인 헌츠빌, 한국 자동차업체의 협력업체가 위치한 어번과 오펠라이카 등이 있다.

### 버밍햄

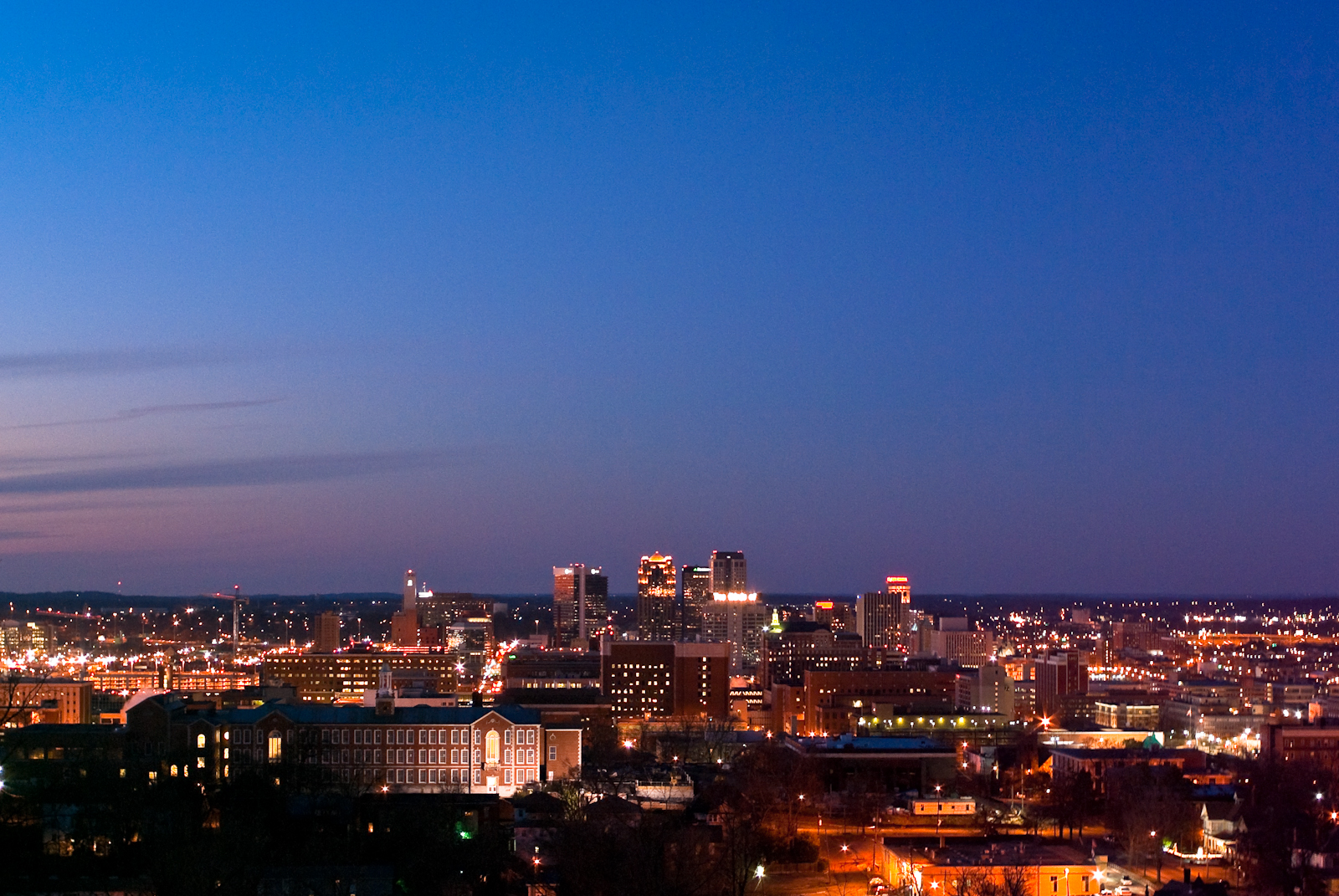
버밍햄의 야경

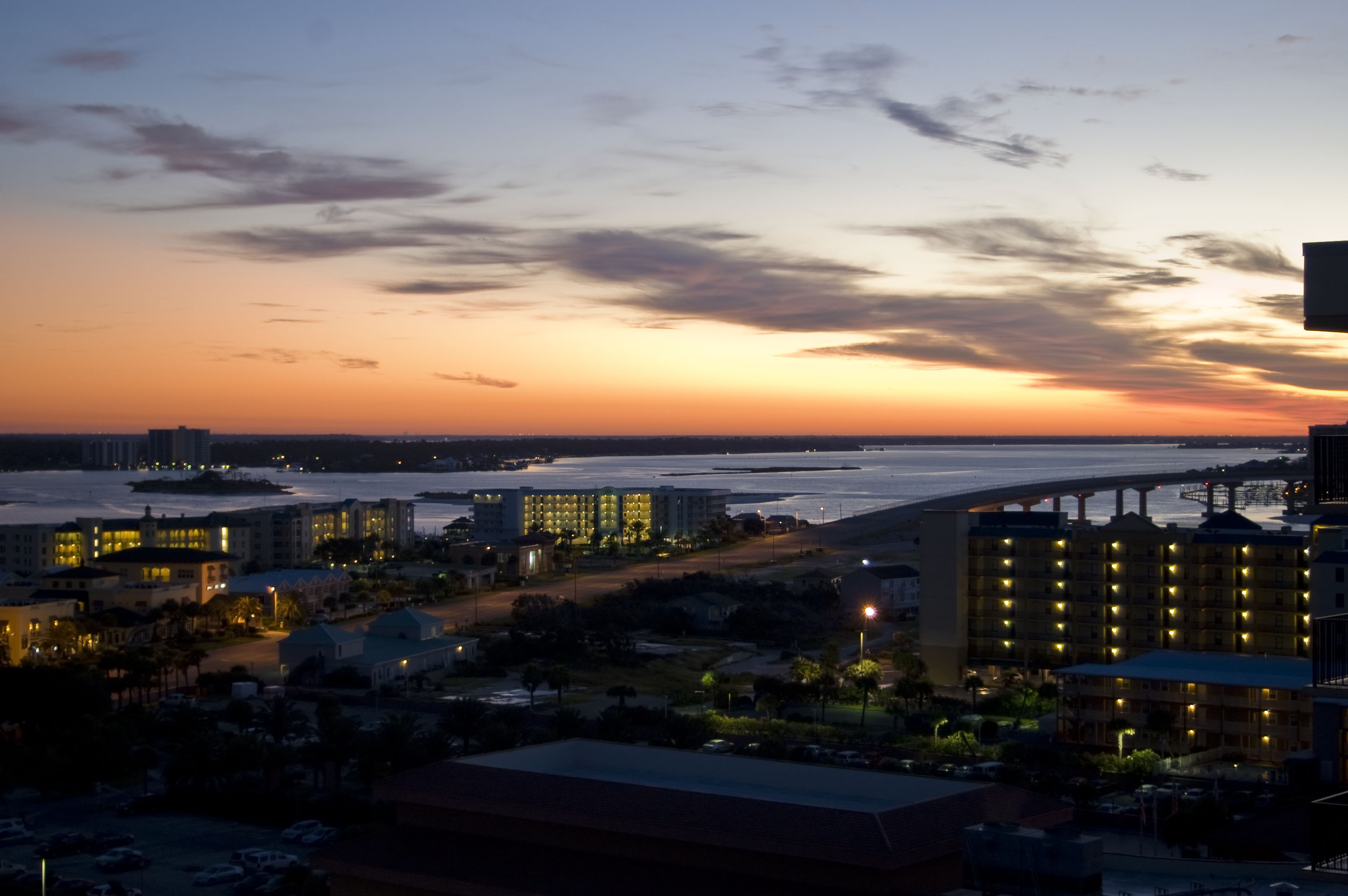
앨라배마주의 해변가, 아열대 지역이다.

영국의 철강업 중심지 버밍엄의 이름을 따서 세워졌다. 광역권 인구가 100만 이상인 버밍햄은 미국 남부의 최대 제철업 중심도시이다. 철강업은 이 도시의 풍부한 석탄·철·시멘트와 편리한 교통을 바탕으로 펜실베이니아주의 세계 최대 철강업 도시 피츠버그와 경쟁하며 발전하였다. 한떼 "매직 시티"라고 불릴 정도로 제철업을 바탕으로 한 급격한 발전의 시기에 광역시화되었다. 미국 제철업의 쇠퇴와 함께 쇠락하였으나 남부 지역의 경제적 성장과 함께 다양한 산업이 발달하고 있다. 마틴 루서 킹이 이 곳에서 인권 운동을 벌였으며, 체포되었다. 이 때 쓴 "버밍햄 감옥에서의 편지"가 유명하다. 이외에도 통신·금융·보험업이 발달하였다. 또한 이 도시에는 수익이 10억 달러가 넘는 사기업이 8개가 위치하고 있다.
버밍햄에 본사를 두고있는 대기업은 다음과 같다.
- REGIONS - 미국 10대 은행
- EBSCO - 세계 최대 정보 전문기업
- BOOKS A MILLION' - 미국 3대 서점업체
- 앨라배마 파워 컴퍼니 - 미국 최대 전기 회사
- SEC - 미국 남부 스포츠 협의회

### 헌츠빌

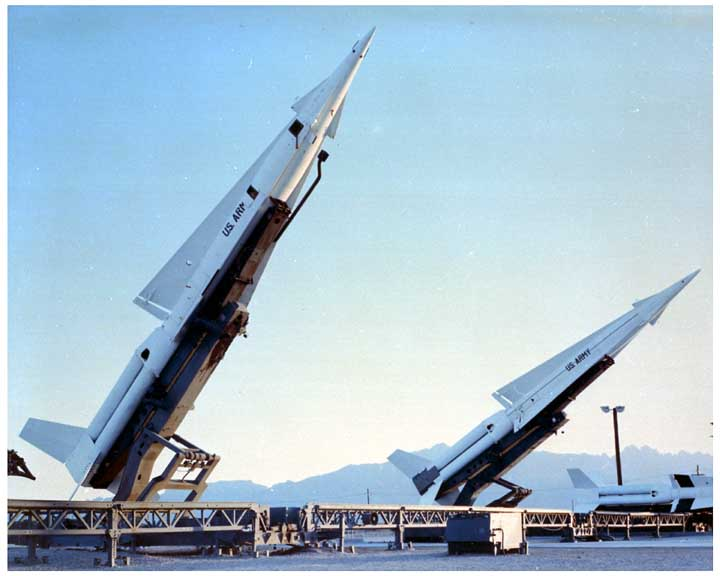
헌츠빌의 우주항공센터에서의 로켓

미국 항공우주국(NASA)의 중심도시인 헌츠빌에는 미국 항공우주국(NASA)의 로켓와 우주선을 연구하는 레드스톤 아스널과 조지 C. 마셜 우주비행센터가 건설되었고 LG전자의 생산 거점이 있다. 《포춘》(Fortune) 선정 500개 기업중 42개가 이 도시에 위치하고 있다.

### 모빌
모빌은 루이지애나주 뉴올리언스에 이어 남부의 최대, 미국 내 9번째로 물동량이 많은 항구도시이다.
또한 선박 제조업과 정유업, 해운업이 활발하다. 2007년 독일의 철강회사가 이 도시에 티센크루프의 37억 달러의 제철소 건설을 발표했다.

### 몽고메리

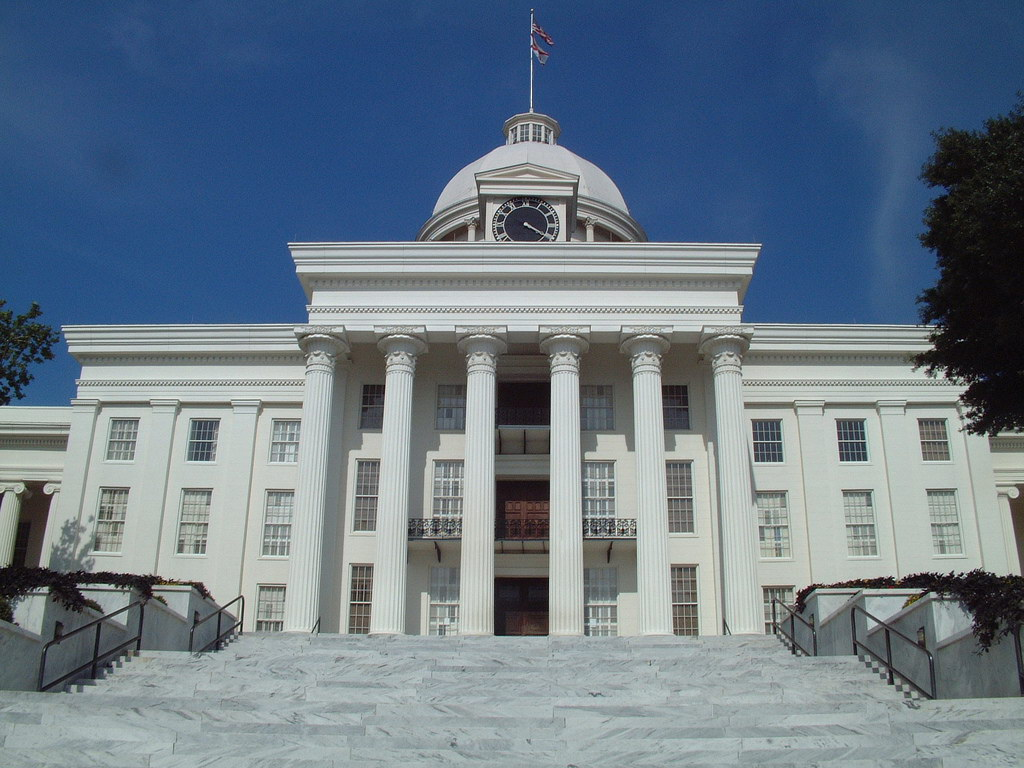
몽고메리에 있는 주의사당

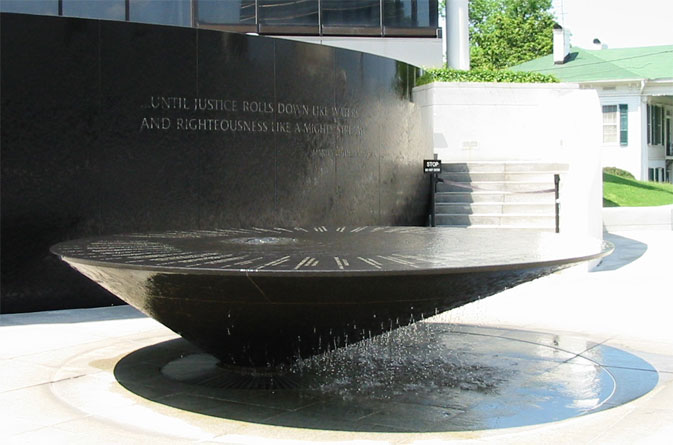
몽고메리의 인권운동 기념 분수대

몽고메리(Montgomery)는 이 주의 주도이다. 도시는 1819년 앨라배마 강을 따라 자리잡은 두 마을의 합병으로 탄생하였다. 몽고메리는 1846년 주도가 되었다. 1861년 2월, 몽고메리는 1861년 5월 정부 소재지가 버지니아주 리치먼드에 이사갈 때까지, 남부 동맹 최초의 수도로서 역할을 하였다.현대자동차의 미국 현지공장과 주립대학이 위치하며 교통의 요지이다. 역사적인 건물이 많고 특히 흑인 인권 운동에 있어서 기념비적인 도시이기도 하다. 마틴 루서 킹이 목사직을 맡은 도시이다. 앨라배마주의 인구순 도시 목록은 다음과 같다.
| 순위 | 광역권 도시       | 인구 (2008)          | 도시 사진 |
| ---- | ----------------- | -------------------- | --------- |
| 1    | 버밍햄-후버       | 1,128,047            |           |
| 2    | 헌츠빌            | 417,593              |           |
| 3    | 모빌              | 412,992              |           |
| 4    | 몽고메리          | 374,536              |           |
| 5    | 터스컬루사        | 219,461              |           |
| 6    | 디케이터          | 153,829              |           |
| 7    | 플로렌스          | 147,137              |           |
| 8    | 도턴              | 145,639              |           |
| 9    | 어번-오펠라이카   | 140,247              |           |
| 10   | 애니스턴-옥스퍼드 | 118,572              |           |
| 11   | 개즈던            | 104,430              |           |
|      | 합계              | 3,362,483(도시 인구) |           |

## 사회

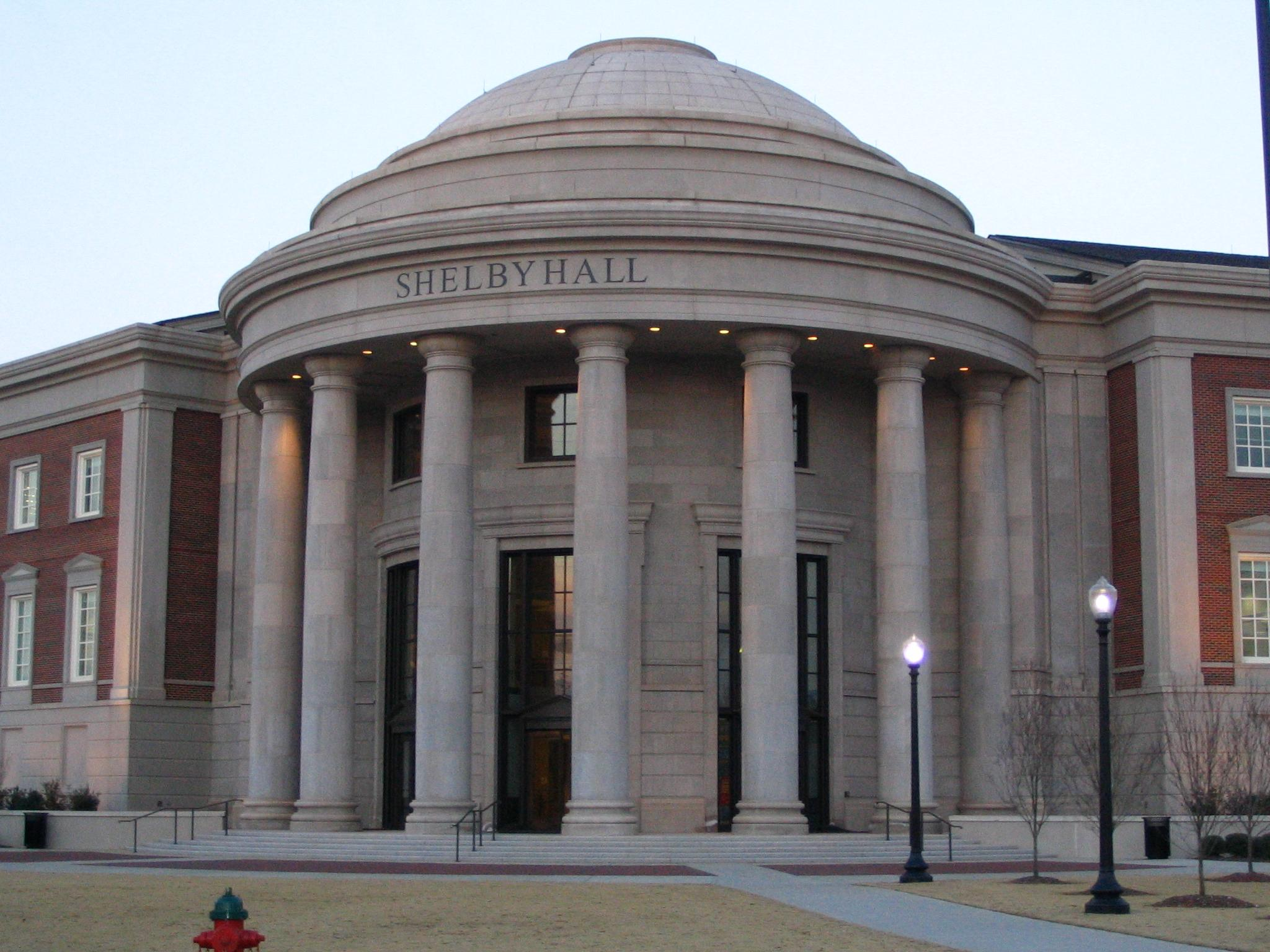
앨라배마 대학교 건물, 이 대학교의 캠퍼스는 포레스트 검프의 배경이기도 하다.

인구가 460만여 명인 앨라배마주는 2000년부터 2008년까지 인구가 4.8% 증가하였다. 이는 12만 명의 자연 증가와 10만 명의 미국내 이주 때문이다. 또한 3만여 명이 이민해왔다. 과거 선거인단은 12명을 선출했으나, 현재는 9명의 선거인단을 선출한다.
다른 남부 주들처럼 남북전쟁 이래 1950년대까지는 민주당의 지지가 압도적이었으나, 1960년대 이후부터는 공화당 우세 지역으로 바뀌었다. 현재 주지사 로버트 벤틀리(Robert Bentley) 또한 공화당 출신이다. 1960년대 이래 대통령으로 민주당 출신인 지미 카터와 존 F. 케네디를 제외하고는 거의 모두 공화당 출신을 선출 했을 정도로 보수적인 정치 분위기이다. 두 번의 예외도 지미 카터 후보가 같은 남부인 조지아주 출신이라는 점, 존 F. 케네디는 그의 전국적인 인기 때문이었다.
보수적인 분위기와 함께 인종 갈등이 여전히 남아 있다. 특히 이 주는 백인과 흑인간 인종차별 문제가 남아있으며 과거 인종차별주의 단체 KKK의 본부 및 활동지였다.

## 주민
| 인구조사                      | 인구      | Note | %±       |
| ----------------------------- | --------- | ---- | -------- |
| 1800년                        | 1,250     |      | —        |
| 1810년                        | 9,046     |      | 623.7%   |
| 1820년                        | 127,901   |      | 1,313.9% |
| 1830년                        | 309,527   |      | 142.0%   |
| 1840년                        | 590,756   |      | 90.9%    |
| 1850년                        | 771,623   |      | 30.6%    |
| 1860년                        | 964,201   |      | 25.0%    |
| 1870년                        | 996,992   |      | 3.4%     |
| 1880년                        | 1,262,505 |      | 26.6%    |
| 1890년                        | 1,513,401 |      | 19.9%    |
| 1900년                        | 1,828,697 |      | 20.8%    |
| 1910년                        | 2,138,093 |      | 16.9%    |
| 1920년                        | 2,348,174 |      | 9.8%     |
| 1930년                        | 2,646,248 |      | 12.7%    |
| 1940년                        | 2,832,961 |      | 7.1%     |
| 1950년                        | 3,061,743 |      | 8.1%     |
| 1960년                        | 3,266,740 |      | 6.7%     |
| 1970년                        | 3,444,165 |      | 5.4%     |
| 1980년                        | 3,893,888 |      | 13.1%    |
| 1990년                        | 4,040,587 |      | 3.8%     |
| 2000년                        | 4,447,100 |      | 10.1%    |
| 2010년                        | 4,779,745 |      | 7.5%     |
| 2019 (추산)                   | 4,903,185 |      | 2.6%     |
| 출처: 1910–2010 2019 estimate |           |      |          |

앨라배마주의 주민은 백인이 68.5%, 아프리카계 미국인(흑인)이 26%, 히스패닉이 3.9% 아시아인(황인)이 이 주의 인구 1.1% 정도를 차지한다. 한국의 기업들과 협력업체들의 진출의 따라, 한국 교민들의 수도 늘었다.
주민의 인종 구성은 다음과 같아, 타주와 비교했을 때 아프리카계와 영국계, 스코트-아일랜드계가 많고 독일계가 적다.
- 아프리카계 26.2%, 영국계 23.6%, 아일랜드계 7.7%, 독일계 5.7%, 스코트-아일랜드계 2.0%

워싱턴 D.C.와 미국 50개 주에서 인구 비율 순위는 다음과 같다.
- 백인 인구 비율 32위
- 흑인 인구 비율 7위
- 히스패닉 인구 비율 43위
- 아시안(황인) 인구 비율 44위
- 미국내 아메리카 원주민 인구 비율 26위
- 기타 혼혈 48위
- 남성 인구 비율 47위
- 여성 인구 비율 5위
- 비만 인구 비율 1위

## 교육
1) 3개의 주립 매그넷 스쿨이 있다. ( 영재 고등학교 )
1-1 ) ASCTE ( Alabama School of Cyber Technology and Engineering )
미국의 앨라배마주의 헌츠빌이라는 도시에 있는 주립 매그넷 고등학교.
신설된 과학 영재 과학고로 컴퓨터와 사이버 교육 인재를 발굴하기 위해, 수업료와 기숙사가 무료로 제공되는 Alabama School of Cyber Technology and Engineering ( ASCTE )가 최근에 신설되어 있으며, 신설 당시에 페이스북( facebook )이 기부를 했고, 현재도 계속 Raytheon (미사일 방산업체), Northrop Grumman ( 노스롭 그루먼 항공기 생산업체 ), Pfizer Family Fund 화이자 계열(?), BAE, Siemens 지멘스 등 세계적인 많은 수의 기업이 학교에 기부 행렬중에 있다.
참고로 학교가 있는 도시인 헌츠빌지역 ( 메디슨 카운티내에 메디슨 시, 헌츠빌 시 가 있다 ) 헌츠빌 옆동네의 메디슨 시도 헌츠빌 시와 같은 생활권으로 교육이 메디슨시의경우 앨라배마의 탑이다. 앨라배마의 탑인것뿐 아니라, 오히려 타주의 뛰어나 교육도시와 비교해도 될정도로 학생들의 SAT, ACT 성적 평균이 높고 또한 고득점자가 많다. 물론 이유는 발에 채이는게 박사인 동네 특성상 교육열이 높을수밖에 없다.

## 종교

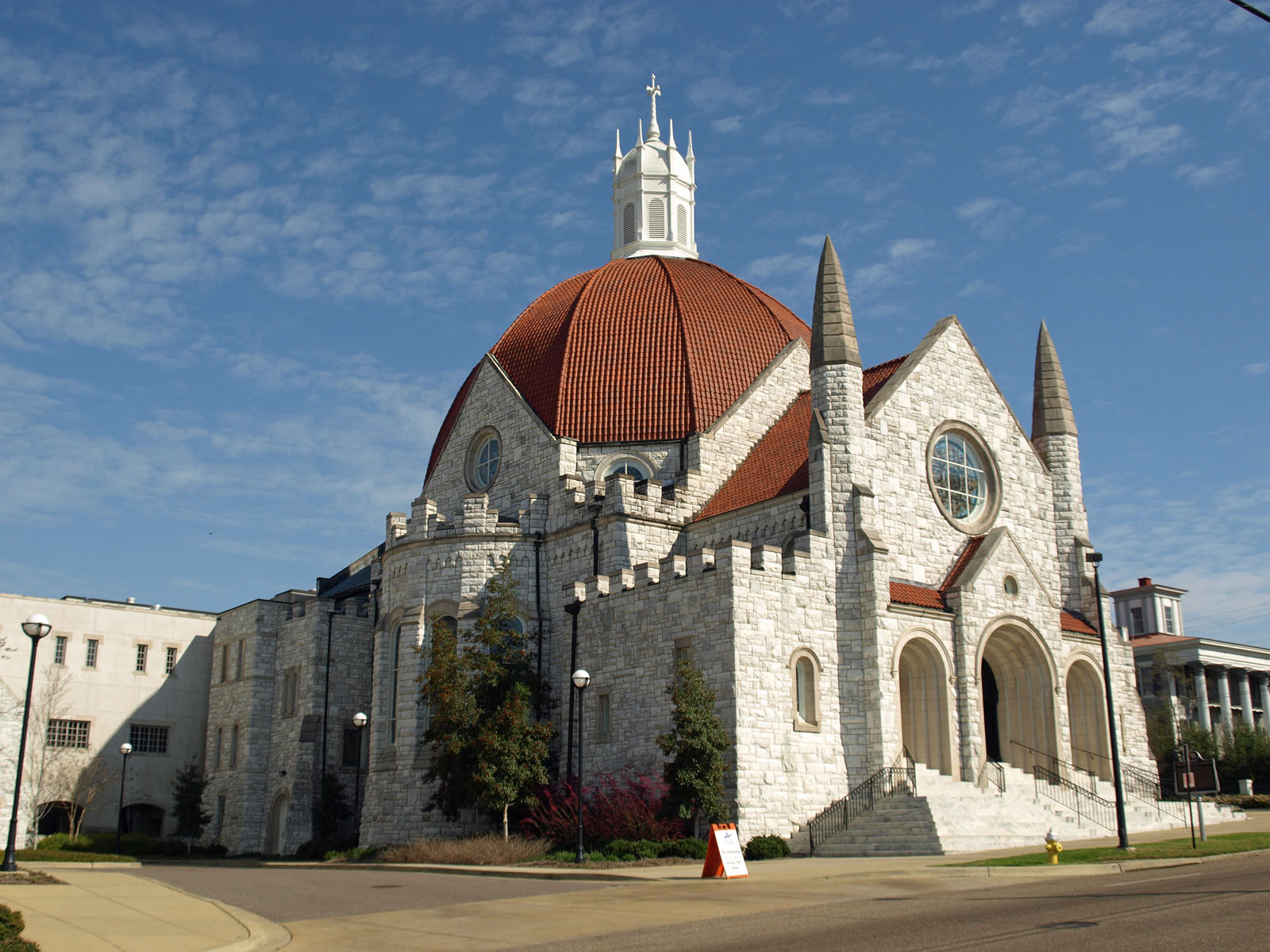
몽고메리의 교회

미국 인구의 40%만이 예수가 죄없는 삶을 살았고 27%가 사탄의 존재를 믿지 않는 반면, 앨라배마주는 미국의 바이블 벨트의 중심이라고 불릴 정도로 신앙심이 깊기로 유명하다. 주민의 80%가 개신교를 믿으며 6%가 로마 가톨릭교회를 믿는다. 70%의 주민은 기독교의 4대 복음서의 이름을 댈수있으며 주민의 59%는 자신들이 자신의 종교를 더 이상의 종교적 지식이 필요없을 정도로 완벽하게 이해하고 있다고 대답했다.
2007년 조사에 따르면 92%의 주민은 그들의 종교에 자신감을 느낀다고 대답했다.

## 미디어
미국의 로마 가톨릭 텔레비전 방송 EWTN 본사가 있다. 많은 컨트리 음악 라디오 방송이 몽고메리 시에 위치하고 있다.

## 출신 인사

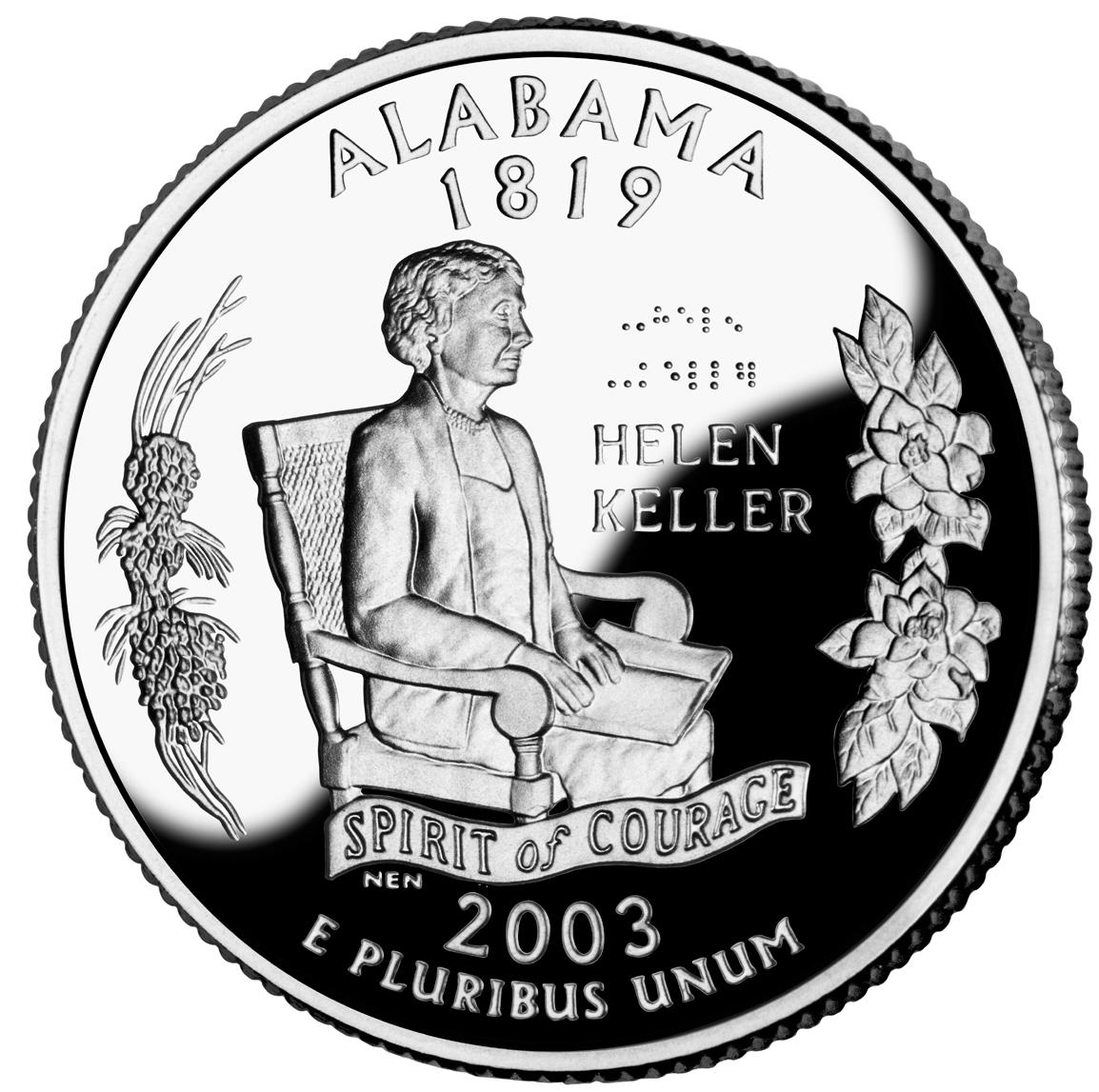
헬렌 켈러가 조각된 앨라배마주의 쿼터

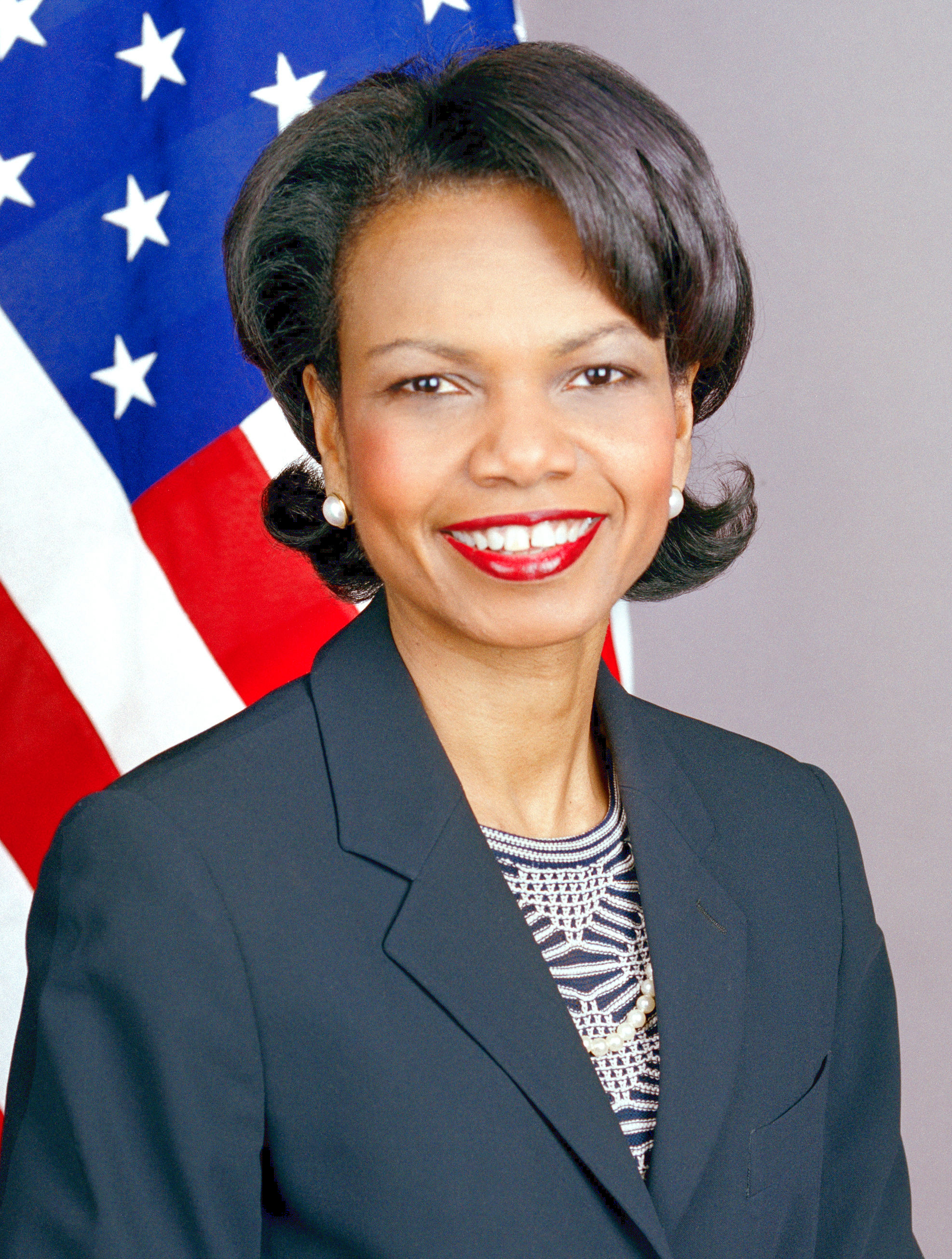
콘돌리자 라이스, 66대 미국 국무부 장관

콘돌리자 라이스 미 국무부 장관이 버밍햄에서, 오바마 정부의 핵심인 로버트 기브스는 어번에서 출생하는 등 미국에서 가장 가난한 주 중의 하나임에도 불구하고 유명 정치가부터 작가, 수없이 많은 스포츠 선수들, 우주과학자들을 많이 배출해냈다.
- 헬렌 켈러 : 미국의 작가, 정치 활동가 및 교육자
- 지미 웨일스 : 위키백과 공동 설립자
- 콘돌리자 라이스 : 66대 미국 국무부 장관
- 로버트 기브스 : 전 백악관 대변인
- 베르너 폰 브라운 : 폴란드 출생 독일 출신 미국 항공우주국(NASA)의 로켓 과학자
- 제이크 피비 : 미국의 야구 선수
- 포리스터 카터 : 《내 영혼이 따뜻했던 날들》 저자
- 하퍼 리 : 《앵무새 죽이기》 저자
- 행크 에런 : 미국의 야구 선수. 메이저 리그 베이스볼에서 홈런왕이었던 적이 있었다.